# Servigliano
Servigliano település Olaszországban, Marche régióban, Fermo megyében. Lakosainak száma 2171 fő (2023. január 1.).

## Története
Servigliano-t Publio Servilio Rullo - (Gneo) Pompeo il Grande tribunusa - alapította az I. században. A hegytetőn lévő település talajerózió miatt 1750 után elpusztult. A régi Servigliano-tól kb. 4 km-re épült fel a XIV. Kelemen pápa után Castel Clementino-nak elnevezett, szabályos négyzet alaprajzú barokk városka, Virginio Bracci tervei alapján. A három kapuval megnyitott külső épületsor a munkások lakóhelyéül szolgált. Belül a S. Marco templom, a városháza és a nemesek lakóházai kaptak helyet. Az eredeti tervekből 4 "háztömb" nem épült meg. Ennek ellenére nagyon szép példája az egységesen tervezett és megépített városoknak.

## Népesség
| Lakosok száma | 2304 | 2267 | 2171 |
|               | 2017 | 2018 | 2023 |

## Látnivalók
- Santa Maria del Piano templom
- Minorita kolostor
- San Marco templom (collegiata)
- Városháza

## Ünnepek
- S. Marco ünnepe: április 25.
- Corpus Domini művészi virágkompozíciók: május
- Castel Clementino lovagi torna: augusztus 15. utáni vasárnap

## Képek

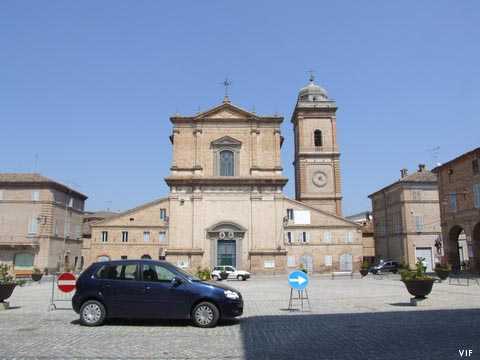
San Marco templom
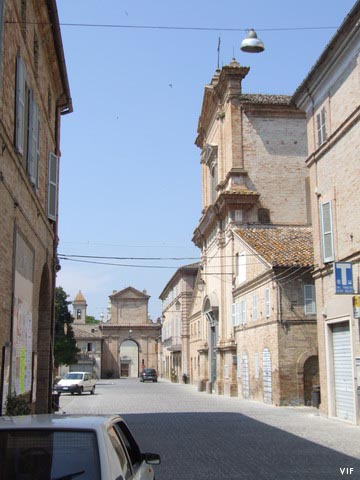
San Marco templom és a háttérben az egyik városkapu
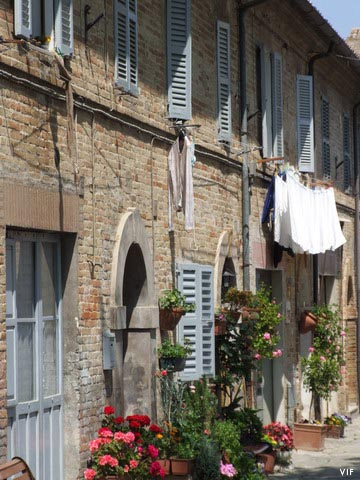
A várost körülvevő házsor részlete